# جوزيف شوستر
جوزيف شوستر (بالإنجليزية: Joseph Schuster)‏ هو عازف تشيلو أمريكي، ولد في 23 مايو 1903 في إسطنبول في تركيا، وتوفي في 16 فبراير 1969.

## وصلات خارجية
- جوزيف شوستر على موقع ميوزك برينز (الإنجليزية)
- جوزيف شوستر على موقع ديسكوغز (الإنجليزية)